# Dekanat turowski
Dekanat turowski – jeden z siedmiu dekanatów wchodzących w skład eparchii turowskiej i mozyrskiej Egzarchatu Białoruskiego Patriarchatu Moskiewskiego.

## Parafie w dekanacie
- Parafia św. Bazylego Wielkiego w Bialou
  - Cerkiew św. Bazylego Wielkiego w Bialou
- Parafia św. Jana Tabolskiego w Borowem
  - Cerkiew św. Jana Tabolskiego w Borowem
- Parafia Spotkania Pańskiego w Chwajensku
  - Cerkiew Spotkania Pańskiego w Chwajensku
  - Kaplica cmentarna w Chwajensku
- Parafia św. Michała Archanioła w Czerwonem
  - Cerkiew św. Michała Archanioła w Czerwonem
- Parafia Narodzenia Najświętszej Maryi Panny w Leninie
  - Cerkiew Narodzenia Najświętszej Maryi Panny w Leninie
  - Kaplica Podwyższenia Krzyża Pańskiego w Leninie
- Parafia św. Michała Archanioła w Ludzianiewiczach
  - Cerkiew św. Michała Archanioła w Ludzianiewiczach
- Parafia św. Jana Teologa w Milewiczach
  - Cerkiew św. Jana Teologa w Milewiczach
- Parafia Podwyższenia Krzyża Pańskiego w Pohoście
  - Cerkiew Podwyższenia Krzyża Pańskiego w Pohoście
- Parafia św. Michała Archanioła w Ryczou
  - Cerkiew św. Michała Archanioła w Ryczou
- Parafia św. Onufrego w Siemiańczy
  - Cerkiew św. Onufrego w Siemiańczy
- Parafia Świętych Cyryla i Laurentego Turowskich w Turowie
  - Sobór Świętych Cyryla i Laurentego Turowskich w Turowie
- Parafia Wszystkich Świętych w Turowie
  - Cerkiew Wszystkich Świętych w Turowie
- Parafia Podwyższenia Krzyża Pańskiego w Wierasnicy
  - Cerkiew Podwyższenia Krzyża Pańskiego w Wierasnicy
- Parafia Iwerskiej Ikony Matki Bożej w Zapiasecznym
  - Cerkiew Iwerskiej Ikony Matki Bożej w Zapiasecznym
- Parafia św. Paraskiewy Piątnickiej w Żytkowiczach
  - Cerkiew św. Paraskiewy Piątnickiej w Żytkowiczach
- Parafia św. Teodozjusza Czernihowskiego w Żytkowiczach
  - Cerkiew św. Teodozjusza Czernihowskiego w Żytkowiczach

## Galeria

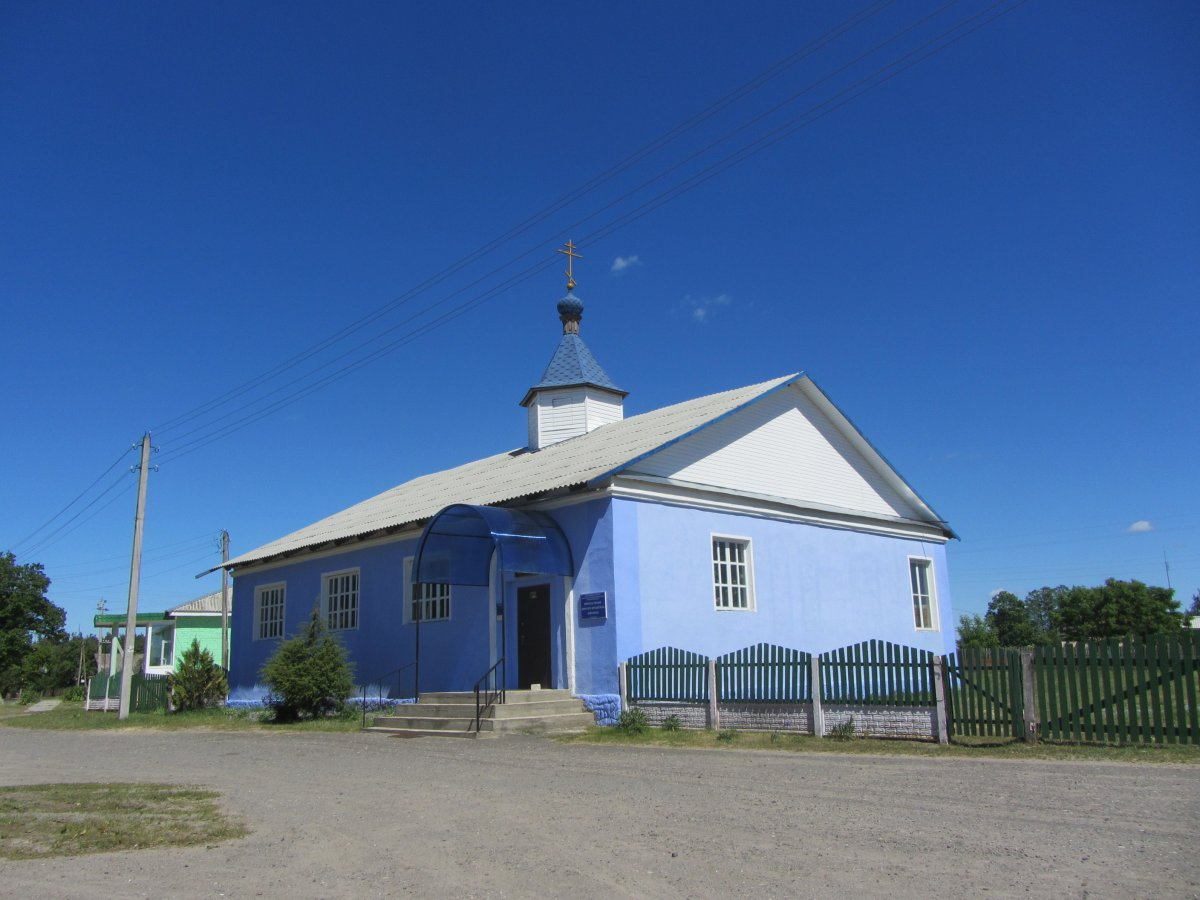
Cerkiew św. Michała Archanioła w Ludzianiewiczach
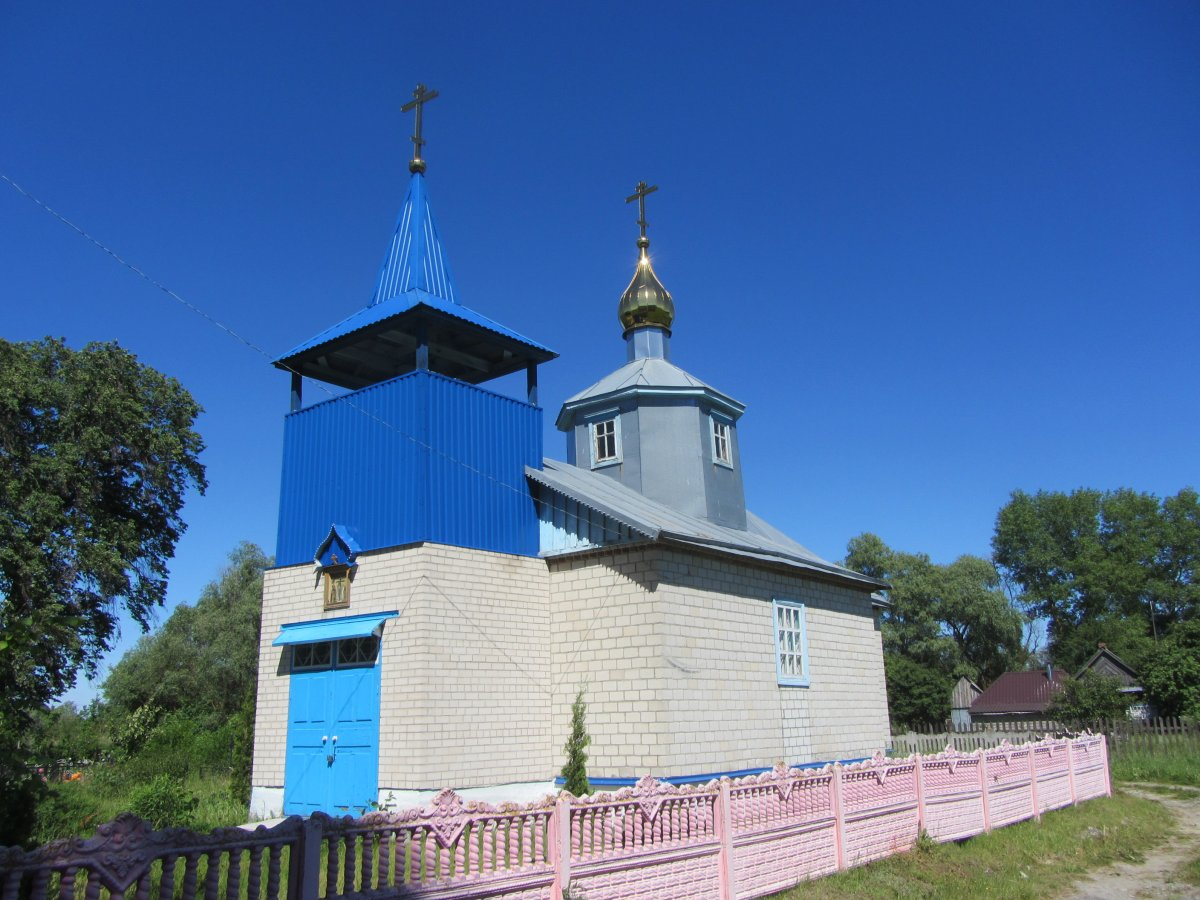
Cerkiew Podwyższenia Krzyża Pańskiego w Pohoście
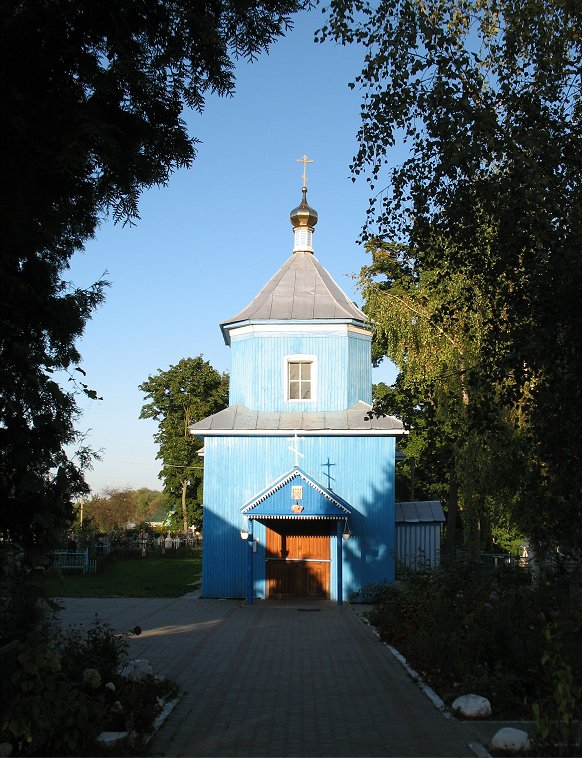
Cerkiew Wszystkich Świętych w Turowie
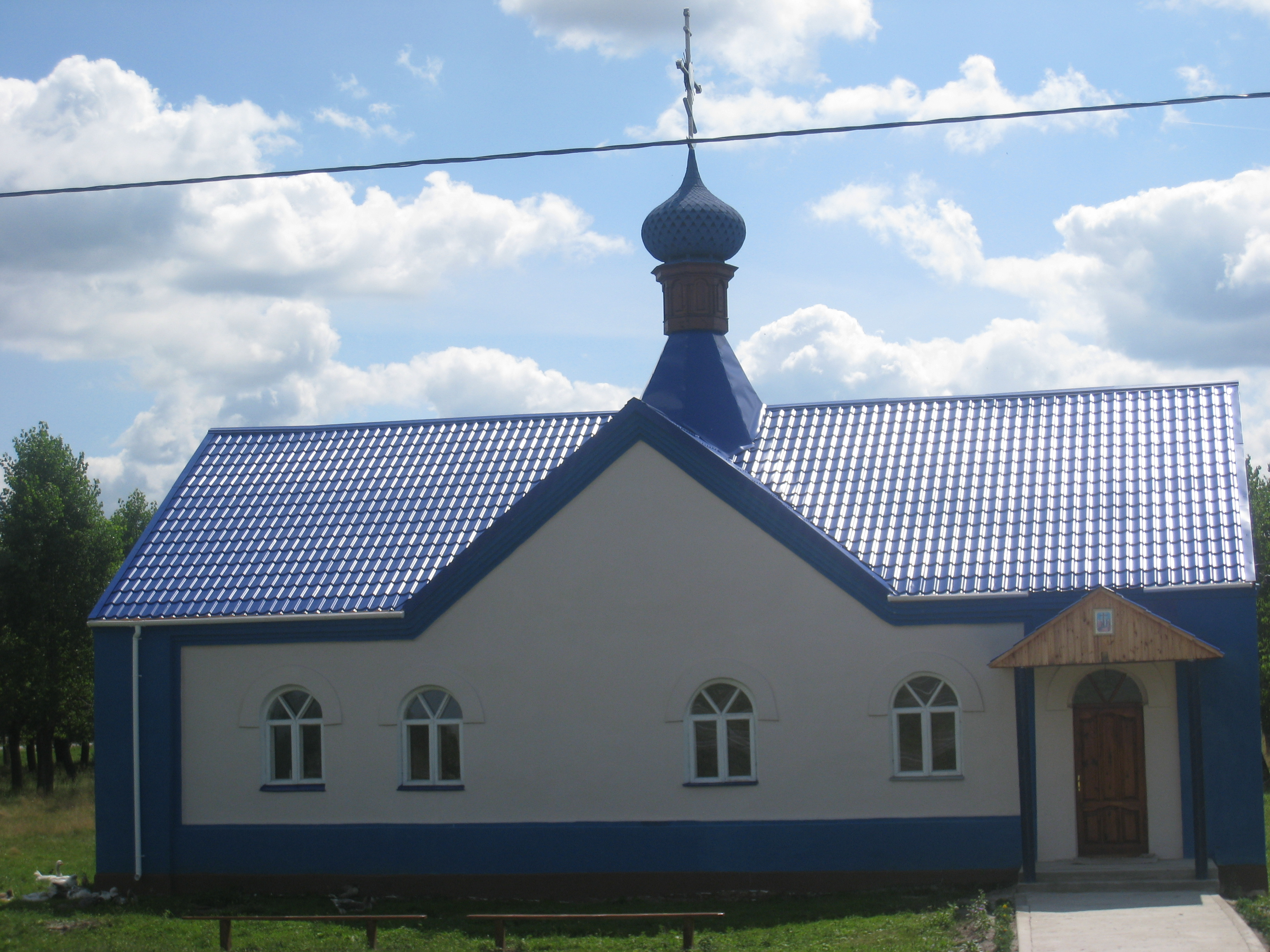
Cerkiew Podwyższenia Krzyża Pańskiego w Wierasnicy